# 光の破片
「光の破片」（ひかりのはへん）は、日本の男性シンガーソングライター、高橋優の楽曲。メジャー15枚目（通算16枚目）のシングルとして、2016年8月31日にワーナーミュージック・ジャパンから発売された。

## 概要
前作「産まれた理由」から約2か月ぶりにリリースされる2016年第3弾シングル。
表題曲「光の破片」は、UHFアニメ『orange』オープニングテーマとなっている。本曲は同作品の作者、高野苺のオファーを受けて書き上げた楽曲である。
またこのシングルのリリースが発表された際には2曲目と3曲目の曲順は『誰かの望みが叶うころ』→『TOKYO DREAM』となっていたが、のちに曲順が『TOKYO DREAM』→『誰かの望みが叶うころ』に変更された。

## 収録曲
| 全作詞・作曲: 高橋優。 |                                                        |        |            |      |
| #                      | タイトル                                               | 作詞   | 作曲・編曲 | 時間 |
| 1.                     | 「光の破片」(テレビアニメ『orange』オープニングテーマ) | 高橋優 | 高橋優     | 4:15 |
| 2.                     | 「TOKYO DREAM」                                        | 高橋優 | 高橋優     | 5:18 |
| 3.                     | 「誰かの望みが叶うころ」                               | 高橋優 | 高橋優     | 5:37 |
| 4.                     | 「視力検査 / メガネツインズ（高橋優&亀田誠治）」       | 高橋優 | 高橋優     | 3:09 |

| #  | タイトル                                                                 | 作詞 | 作曲・編曲 |
| -- | ------------------------------------------------------------------------ | ---- | ---------- |
| 1. | 「高橋 優の出張サプライズ大作戦〜ウエディング編〜」                      |      |            |
| 2. | 「高橋どっきりマル秘報告」                                               |      |            |
| 3. | 「メガネツインズ・セッションレコーディング密着ドキュメント「視力検査」」 |      |            |
| 4. | 「謎のシンガー”林卓”路上ライブまさかの第二弾！」                         |      |            |

## 収録アルバム
- 来し方行く末 (#1)